# トヨタ・TZエンジン
トヨタ・TZエンジンは、トヨタ自動車の水冷直列4気筒ガソリンエンジンの系列である。初代エスティマ系専用としてアンダーフロア型ミッドシップレイアウトを実現するためにRZ型をベースに造られた。初代エスティマ系の販売終了に伴いAZ型に統括。形式的な後継はTR型となる。

## 概要
- 生産期間
  - 1990年4月 - 1999年10月（国内向け）

## 系譜
- エンジン型式一覧の自動車用エンジンの系譜を参照。

## 型式

### 2TZ-FE
- 種類：DOHC 16バルブ EFI
- 排気量：2.438L
- 内径×行程：95.0×86.0(mm)
- 圧縮比：9.3
- 参考出力：99kW(135ps)/5,000rpm
- 参考トルク：206Nm(21.0kgm)/4,000rpm

- 搭載車種（車両型式）
  - （初）初代エスティマ（TCR10W/11W/20W/21W）
  - エスティマエミーナ／ルシーダ（TCR10G/11G/20G/21G）

### 2TZ-FZE
- 種類：DOHC 16バルブ インタークーラー付スーパーチャージャー EFI
- 排気量：2.438L
- 内径×行程：95.0×86.0(mm)
- 圧縮比：8.9
- 参考出力：118kW(160ps)/5,000rpm
- 参考トルク：258Nm(26.3kgm)/3,600rpm

- 搭載車種（車両型式）
  - （初）初代エスティマ（TCR10W/11W/20W/21W）